# 唐納森 (肯塔基州)
唐納森（英語：Donaldson）是位於美國肯塔基州特里格县的一個非建制地區。

## 地理
唐納森所處的海拔為高於海平面121米（即397英呎），而該地所採用的時區為UTC-6，即北美中部時區（CST）。同時該地設有夏令時間，為UTC-6調快一小時，即UTC-5（CDT）。